# Loi des Juridictions
 (novembre 2022).
Si vous disposez d'ouvrages ou d'articles de référence ou si vous connaissez des sites web de qualité traitant du thème abordé ici, merci de compléter l'article en donnant les références utiles à sa vérifiabilité et en les liant à la section « Notes et références ».
La loi des Juridictions (Ley de Jurisdicciones) est une loi votée en Espagne en 1906 et maintenue jusqu'en 1931, qui plaçait sous juridiction militaire les offenses faites oralement ou par écrit à l'unité de la patrie, au drapeau et à l'honneur de l'armée espagnole. Elle fut impulsée par le président du Conseil des ministres, Segismundo Moret, et le ministre de l'Intérieur, le comte de Romanones, avec le plein soutien du roi Alphonse XIII.

## Histoire

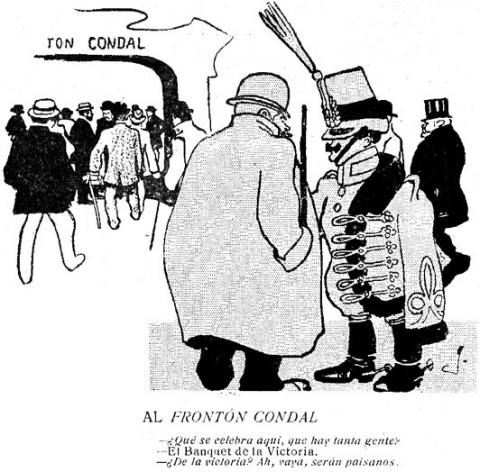
Illustration du ¡Cu-Cut! à l'origine des incidents de 1905

La loi fut votée en réaction aux incidents du ¡Cu-Cut! survenus en novembre 1905, au cours desquels des militaires avaient saccagé la rédaction d'une revue catalaniste. Plusieurs de ses articles supposaient une atteinte importante aux libertés publiques, en particulier à la liberté d'expression. Elle fut interprétée par les nationalistes catalans comme une attaque envers leur communauté. La polémique autour du ¡Cu-Cut! avait déjà provoqué le départ du précédent président, Eugenio Montero Ríos, qui avait tenté de sanctionner les militaires, mais rencontré l'opposition du roi. Le 13 mars 1906, l'opposition finit par quitter le Congrès des députés afin de protester contre le discrédit ainsi jeté sur le gouvernement. Du côté des intellectuels, Miguel de Unamuno tint une conférence contre la loi au Théâtre de la Zarzuela, le 23 février. Malgré tout, la loi fut approuvée — le 13 février au Sénat et le 23 mars au Congrès —, puis les Cortes furent dissoutes.
Le 20 mai 1906 l'état d'exception fut levé à Barcelone, et un hommage aux parlementaires de Solidaritat Catalana qui avaient voté contre la loi fut rendu.
En Catalogne, l'opposition à cette loi entraina l'union des partis politiques catalans (aussi bien catalanistes que non catalanistes, comme le Parti carliste et les républicains fédéraux) dans la coalition Solidaritat Catalana. Seuls les partisans de Lerroux et les partis dynastiques (Parti libéral et Parti conservateur) ne l'intégrèrent pas. Dès lors le panorama politique catalan évolua radicalement, les partis dynastiques de la Restauration disparaissant de la scène pour être remplacé par des partis opposés au régime, essentiellement la Lliga Regionalista et les partis républicains.
La nouvelle loi constitue un antécédents des régimes d’exception qu’instaureront la dictature de Primo de Rivera (1923-1929) puis celle du général Franco (1939-1977).
La loi « sera à l’origine […] de l'affrontement direct entre l’armée et les nationalismes périphériques. Par ce biais, elle deviendra juge et partie d’un conflit où l’on débattait le sens même du concept de « Nation espagnole ». C’est à partir de ce moment-là que l’institution militaire s’érige en seul défenseur et unique interprète de ce qu’elle considère comme la véritable essence de la Nation et de la Patrie espagnoles. […] l'armée devient de facto l'ennemi déclarée de tous les nationalismes qui, par le fait de l'être, mettaient en cause le fondement même de « la Nation » ».
Elle resta en vigueur jusqu'au 17 avril 1931 lorsque, dans l'un de ses premiers décrets, le ministre de la Guerre du gouvernement provisoire de la Seconde République, Manuel Azaña, l'abrogea.